# 1994年棒球
以下記載著1994年世界各地有關棒球的重要事件，包括曾經發生過的大事和國際性賽事、各地聯賽及盃賽冠軍、球員獎項、退役名將以及逝世球員。

## 各地聯賽及盃賽冠軍

### 美國（美國職棒大聯盟）
發生球員罷工事件，該年度季賽只進行約110场（各隊不一），嚴重程度尤甚1981年罷工事件，連帶使得該年度世界大賽取消，MLB形象跌落谷底，大聯盟也因此變革，球員不再被球團壓榨、增加跨聯盟比賽等。